# Passager pour Francfort
Passager pour Francfort (titre original : Passenger to Frankfurt: An Extravaganza) est un roman d'espionnage d'Agatha Christie publié en septembre 1970 au Royaume-Uni. Il est publié la même année aux États-Unis et en France.
Le roman est publié à l'occasion des 80 ans de la romancière, c'est aussi son 80e livre (en comptant les recueils de nouvelles britanniques et américains), ainsi que son dernier roman d'espionnage.

## Résumé
L’avion de Sir Stafford Nye est contraint de faire escale à Francfort, en raison du brouillard qui couvre Genève, sa ville de destination. Sir Stafford Nye est de retour d’un long voyage en Malaisie, où il a participé à une conférence diplomatique fort ennuyeuse. Alors qu’il se repose dans la salle de transit international de l’aéroport, une jeune femme l’aborde. Elle lui confie qu’elle risque de se faire tuer et le supplie de lui venir en aide. Elle veut que le diplomate lui cède son passeport et son imperméable afin qu’elle se fasse passer pour lui.
Comme promis, de retour à Londres, son passeport lui est rendu. Cependant, avant cela, un homme pénètre par effraction dans son appartement à la recherche de documents. Sir Stafford Nye tente de retrouver la jeune fille en faisant passer une annonce dans un journal. Elle lui répond et ainsi s'enclenche une aventure qui les conduira jusqu’en Bavière, où Stafford se voit assignée la mission par les services secrets britanniques de mater une révolution qui se prépare. À la fin du roman, Sir Stafford Nye épouse l'inconnue de l'aéroport avec laquelle il a vécu tant de péripéties.

## Personnages
- Sir Stafford Nye, diplomate anglais ;
- Comtesse Renata Zerkowski ou Daphne Theodofanous ou Mary Ann, espionne ;
- Henry Horsham, colonel dans les services secrets ;
- M. Robinson, financier, maître des flux financiers internationaux ;
- Colonel Pikeaway, membre des services secrets ;
- Lady Matilda Cleckheaton, grand-tante de Nye ;
- Lord Altamount, représentant de l'Angleterre ;
- Sir James Kleek, le bras droit de Lord Altamount ;
- Charlotte von Waldsausen, une femme riche et puissante, très grosse et ayant des problèmes de santé qui rendent la marche difficile, vit en Bavière ;
- Franz Joseph, " le jeune Siegfried" sous la direction de la comtesse Charlotte. Beau, habile orateur et musicien.

## Commentaires
Ce roman ne repose pas sur une affaire de meurtre, comme beaucoup d’autres romans de l’écrivain, mais sur une histoire d’espionnage, au même titre que N. ou M. ? (1941) et Rendez-vous à Bagdad (1951).
On n'y retrouve ni Miss Marple ni Hercule Poirot, les célèbres détectives de la romancière, mais le colonel Pikeaway et son petit bureau surchauffé. Comme dans tous les romans de l’écrivain, une énigme trouve sa résolution en fin de récit.
Le roman est très attendu par la presse et reçoit des critiques variées. Il est tiré à plus de 58 000 exemplaires, ce qui en fait le plus gros tirage pour une première édition d'Agatha Christie. L'éditeur Collins impose un sous titre au roman : An Extravaganza.
Erreur du traducteur.
En 1970, Jean-André Rey, traduit cette phrase : Some say that the - ah, I forget the name of it at the moment, the one in the Metropolitan in New York -is finer.
Par : Certains prétendent que celui du Metropolitain Opera de New York est plus beau, mais c'est inexact.
Il y a une confusion entre le Metropolitan Museum of Art et le Metropolitan Opera.

## Éditions
- (en) Passenger to Frankfurt : An Extravaganza, Londres, Collins Crime Club, septembre 1970, 256 p.
- (en) Passenger to Frankfurt : An Extravaganza, New York, Dodd, Mead and Company, 1970, 272 p.
- Passager pour Francfort  (trad. Jean-André Rey), Paris, Librairie des Champs-Élysées, 1970, 251 p. (BNF 35212283)
- Passager pour Francfort  (trad. Jean-André Rey), Paris, Librairie des Champs-Élysées, coll. « Le Masque » (no 1321), 1974, 253 p. (ISBN 2-7024-0245-3, BNF 35145885)
- Passager pour Francfort (trad. Janine Lévy), dans : L'Intégrale : Agatha Christie  (préf. Jacques Baudou), t. 12 : Les années 1965-1970, Paris, Librairie des Champs-Élysées, coll. « Les Intégrales du Masque », 1999, 1272 p. (ISBN 2-7024-2497-X, BNF 37035425)